# The Social Hub
The Social Hub, tot 2022 The Student Hotel, is een Nederlandse keten van hotels en studentenaccommodatie, die in 2006 is opgericht door de Schots-Nederlandse ondernemer Charlie MacGregor. In 2020 telde de keten vijftien vestigingen.

## Geschiedenis
MacGregor begon zijn onderneming in 2005 als The Student Hotel, in samenwerking met de investeringsmaatschappij The Carlyle Group, nadat hij vanuit Edinburgh naar Amsterdam was verhuisd. Het verbaasde hem dat goede studentenhuisvesting nauwelijks beschikbaar was in Nederland. Omdat de Nederlandse wetgeving voorschreef dat een studentenkamer minimaal een oppervlakte van 28 m² moest hebben, werd op vrijwel alle studentenhuisvestingsprojecten verlies geleden, waardoor private investeerders er hun vingers niet aan wilden branden. MacGregor was ervan overtuigd dat studenten meer wilden betalen voor kwalitatief goede huisvesting, ook al was die kleiner dat 28 m². Hij slaagde erin om in 2008 in Luik een rendabel project van de grond te krijgen. Toen iemand de studentflats daar omschreef als een "soort hotel", kreeg hij het idee om die twee zaken voortaan bewust te combineren. Hij stelde zich ten doel een keten van comfortabele en eigentijds ingerichte accommodaties te beginnen, waar studenten langere tijd zouden willen verblijven, en waar anderen, die zich in die sfeer thuis voelden, kortere tijd konden logeren of vergaderen.
In 2013 opende het eerste The Student Hotel in Nederland, in Rotterdam; een jaar later gevolgd door een 707 kamers tellend project in Amsterdam. In Nederland zijn anno 2020 acht vestigingen van het hotel, de meeste in grootschalige gebouwen in typische studentensteden: Amsterdam (Wibautstraat en Jan van Galenstraat), Den Haag, Delft, Rotterdam, Eindhoven, Maastricht en Groningen. Daaronder bevinden zich enkele markante gebouwen, zoals de Parooltoren in Amsterdam-Oost, het 76 m hoge gebouw Lichthoven bij Station Eindhoven, en het Eiffelgebouw in het Maastrichtse Sphinxkwartier. In oktober 2022 ontving de ketel een kapitaalinjectie van zijn aandeelhouders om internationaal uit te breiden. Dezelfde maand kreeg de keten zijn huidige naam.
Buiten Nederland waren er anno 2020 zeven vestigingen, in Berlijn, Wenen,  Parijs, Barcelona (2 hotels), Florence en Bologna. Verder waren er plannen voor nieuwe hotels in onder andere Glasgow, Toulouse, Turijn, Rome, Madrid, San Sebastian en Lissabon.

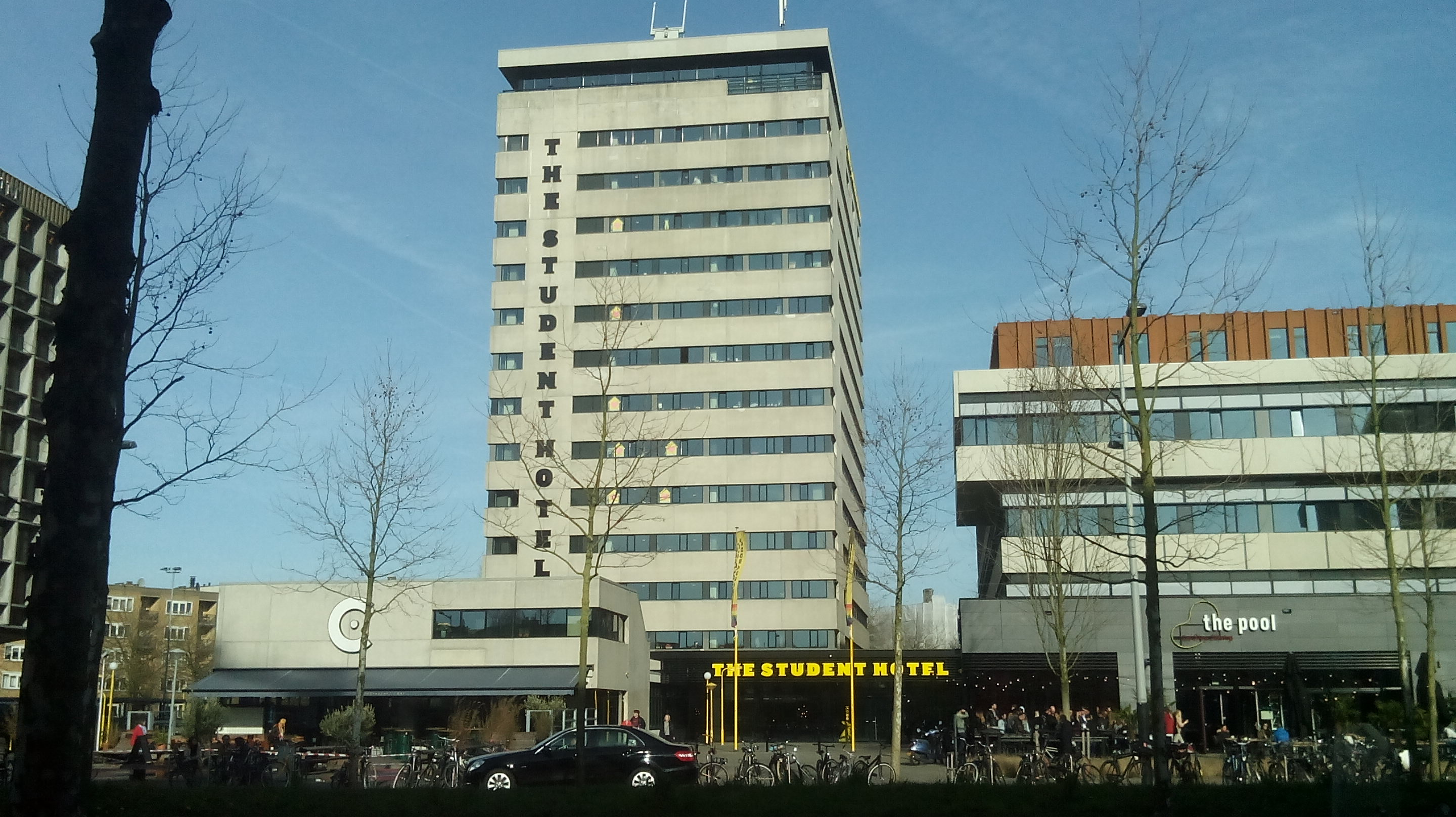
Amsterdam Wibautstraat
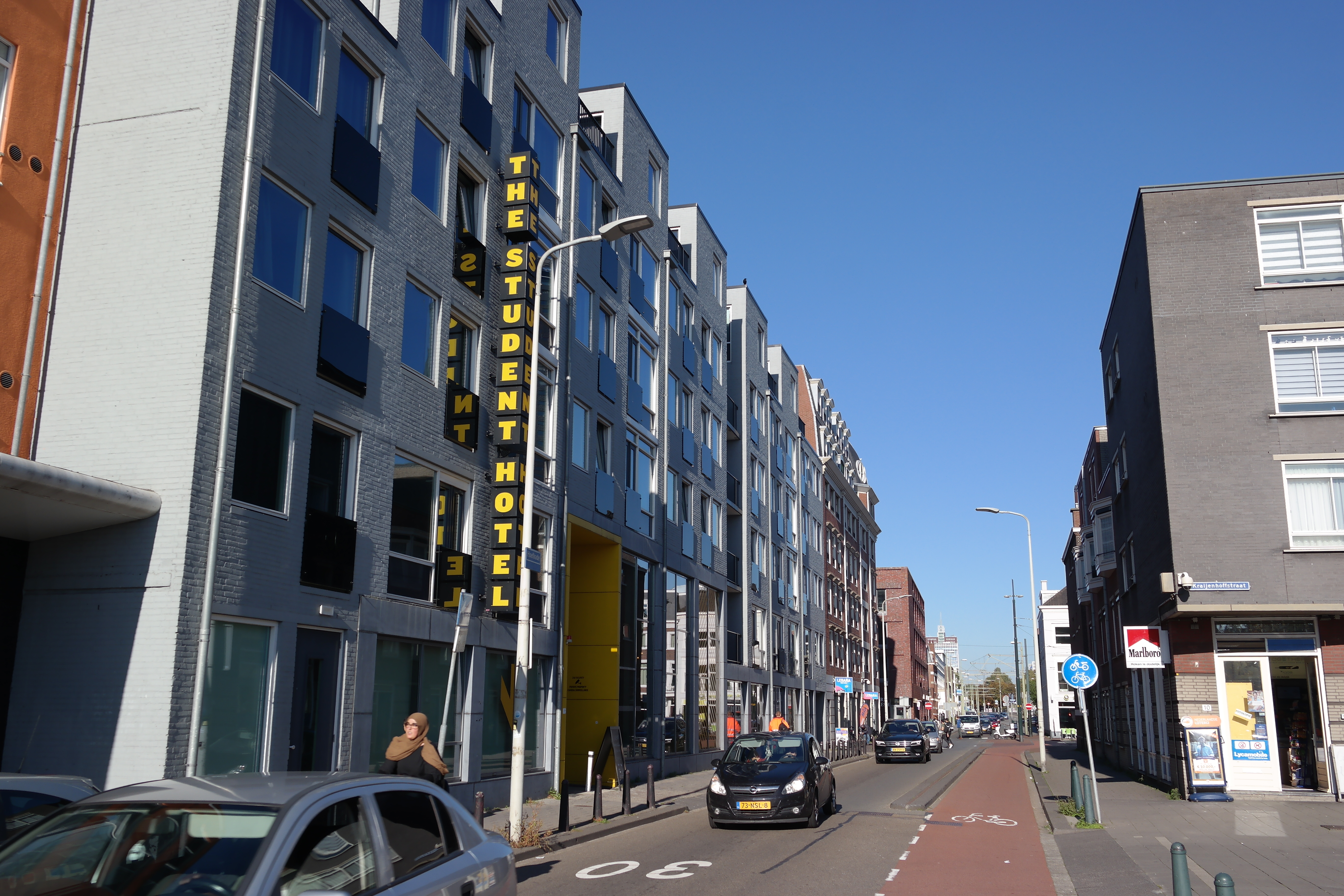
Den Haag
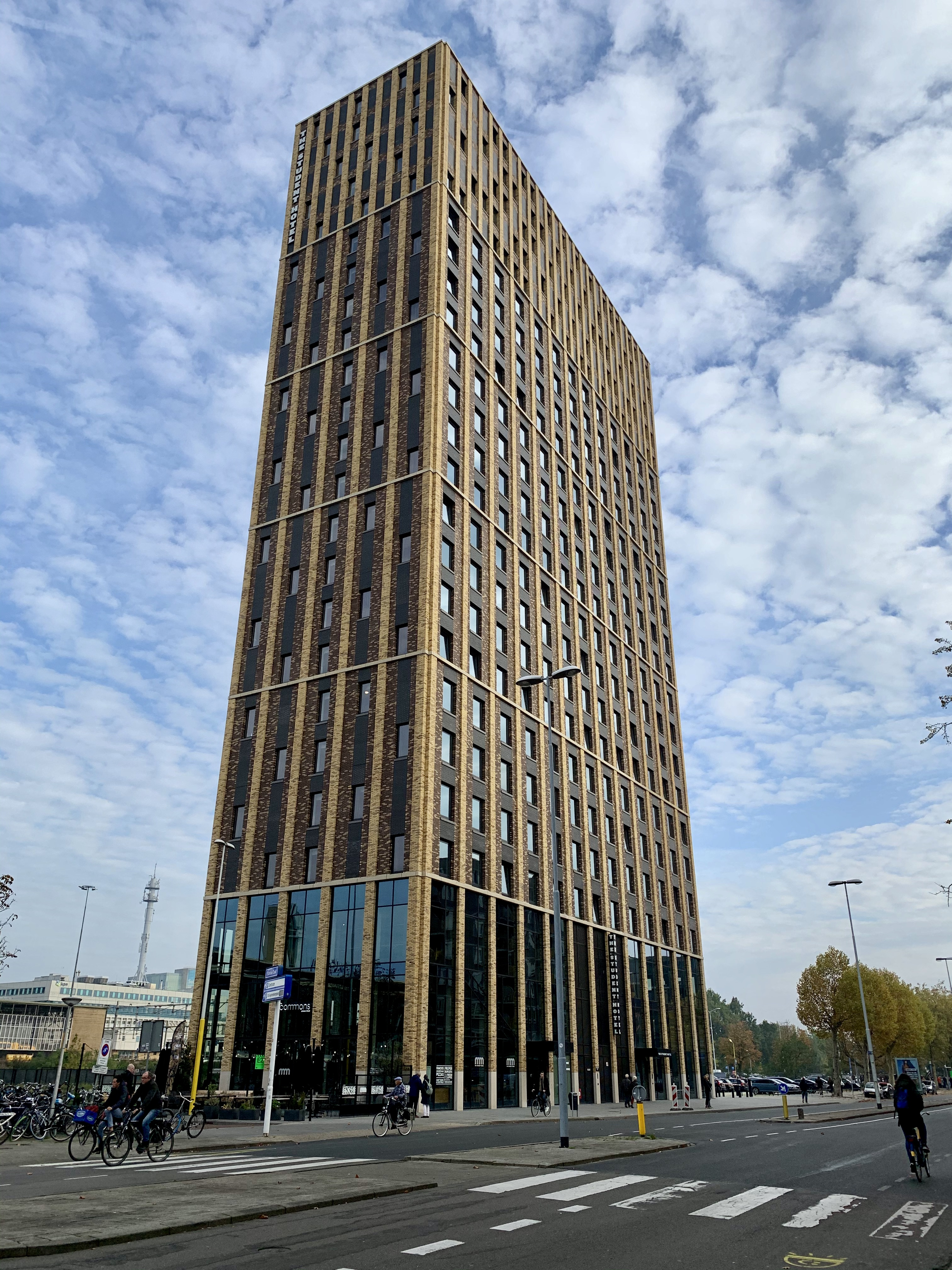
Eindhoven
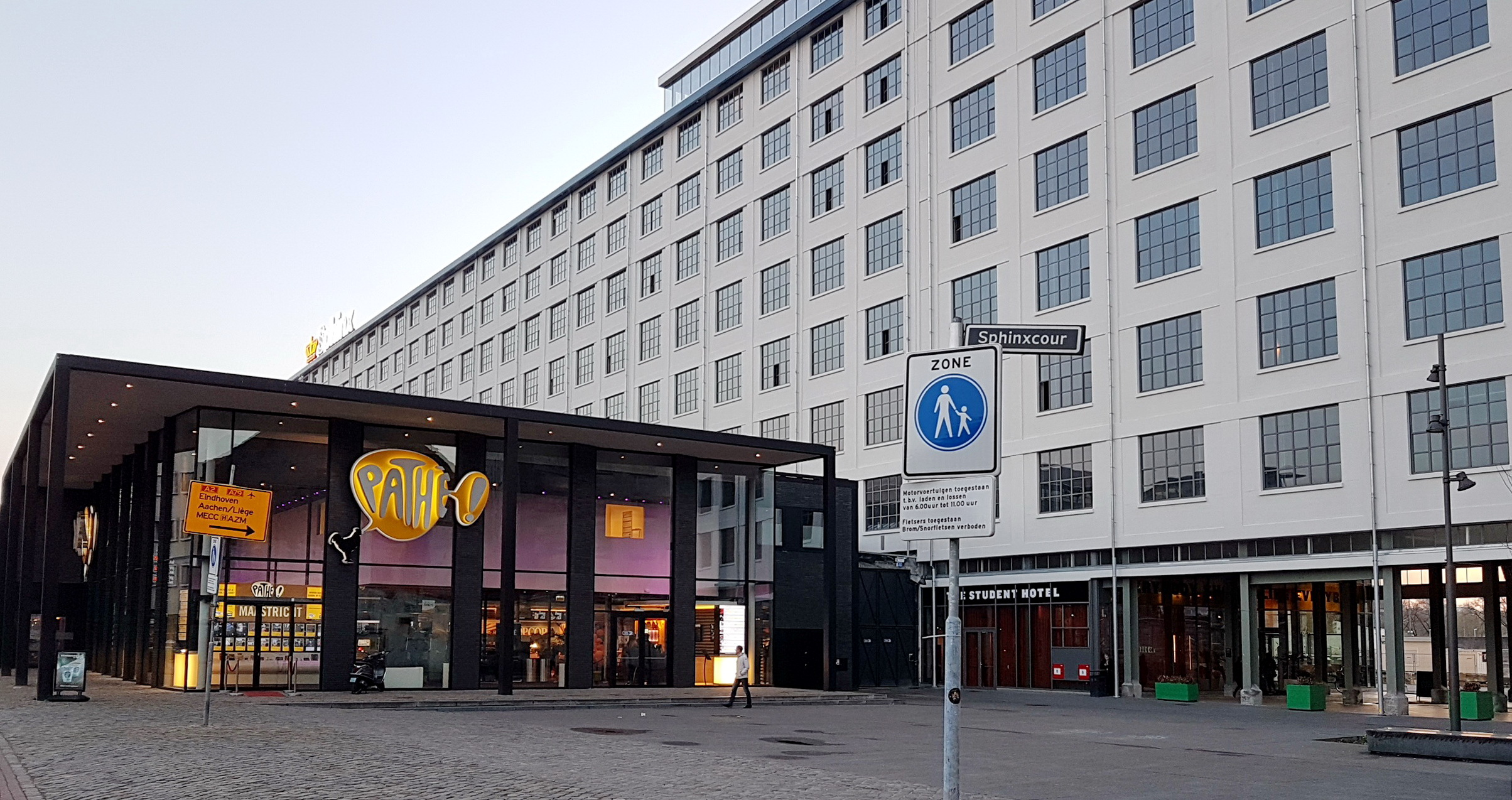
Maastricht
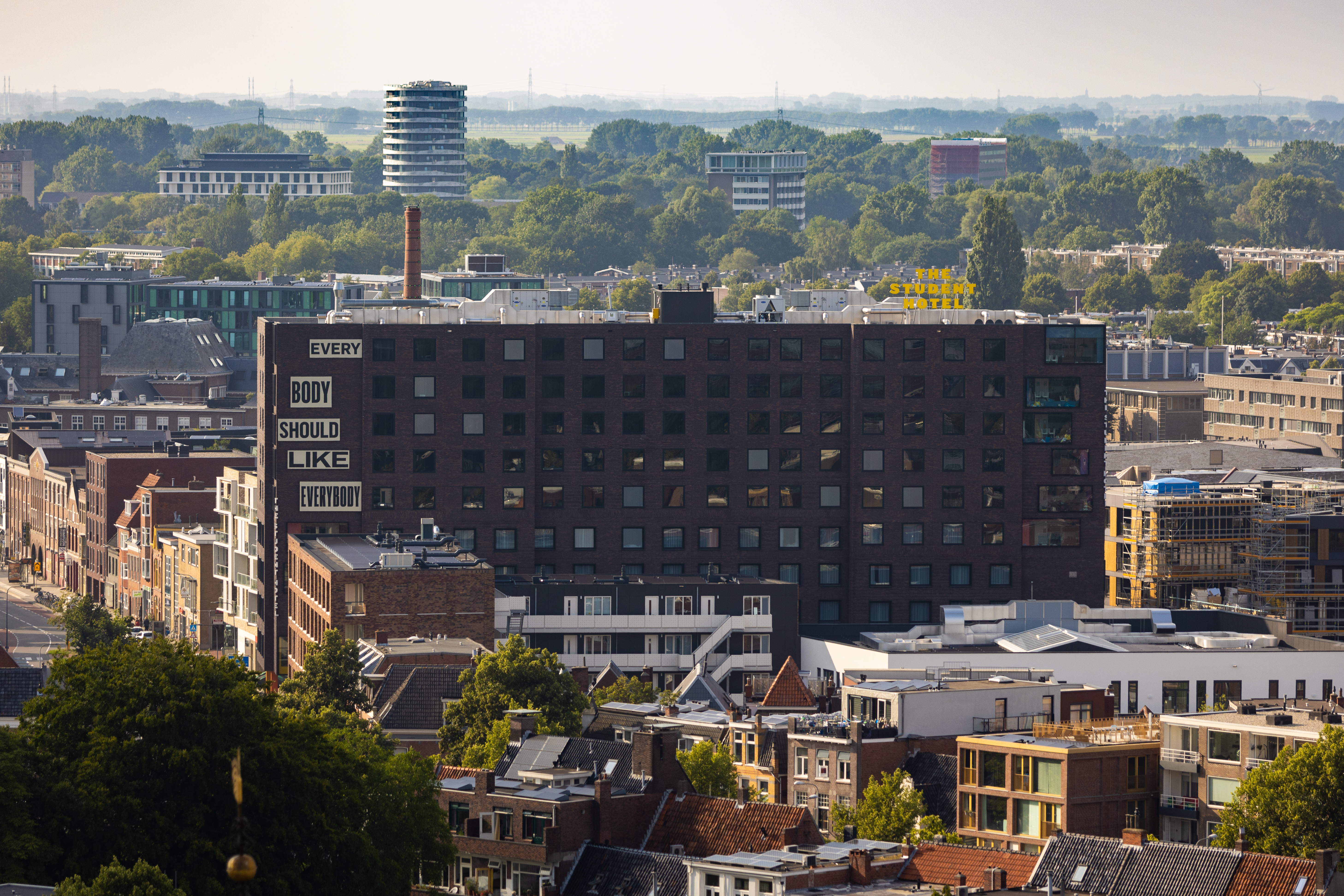
Groningen